# Упадацитиніб
Упадацитиніб, що продається під торговою маркою Rinvoq, — це препарат, який використовується у лікуванні ревматоїдного артриту (РА) середнього та тяжкого ступенів, коли терапевтичного ефекту неможливо досягти за допомогою метотрексату. Хоча його можна використовувати разом із традиційними протиревматичними препаратами, одночасне застосування з імуносупресорами не рекомендується. Упадацитиніб приймають перорально.
До поширених побічних ефектів належать інфекції верхніх дихальних шляхів (такі, як застуда), нудота, кашель та лихоманка. Інші побічні ефекти можуть включати серйозні інфекції, тромбоз та рак. Використання під час вагітності може завдати шкоди плоду. Не рекомендується застосування пацієнтами з активним туберкульозом. Упадацитиніб діє шляхом інгібування роботи ферментів, які називаються янус-кіназами, що призводить до зменшення запалення.
2019-го року упадацитиніб був схвалений для застосування у медичній практиці в Європі та Сполучених Штатах. Станом на 2019 рік у Канаді річна терапія коштує близько 18 000 канадських доларів на рік, у Сполучених Штатах — близько 67 000 доларів США. Станом на 2021 рік у Великій Британії вищезгадана терапія обійдеться у близько 10 500 фунтів стерлінгів, але сума покривається NHS.